# 宣統紀念郵票

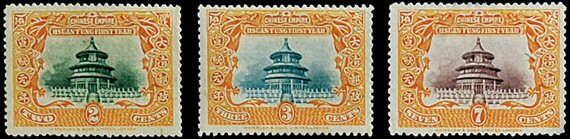
宣統紀念郵票

宣統紀念郵票是中國第二套以紀念為目的而發行的郵票。郵票全套共分三枚，面值各為貳分、參分與柒分。西元1908年，光緒帝駕崩，溥儀接位後改年號宣統。清政府為了表示紀念，特地以北京天壇祈年殿為主要圖案，委請英國倫敦華德路公司採雕刻凹版方式精印一套郵票，於1909年發行。

## 停售與作廢日期
宣統紀念郵票依照郵政規定從清宣統2年8月28日（西元1910年10月1日）起停止對外販售；並從民國3年4月1日（公元1914年4月1日）起宣告作廢。